# Ražický rybník (přírodní památka)
Přírodní památka Ražický rybník se nachází severovýchodně od obce Ražice v okrese Písek. Zahrnuje Ražický rybník a přilehlé podmáčené louky K oblasti se dá dostat po asfaltové cestě vedoucí mezi Ražicemi a Pískem, ze které odbočuje polní cesta směrem k hrázi rybníka. Správu nad přírodní památkou má AOPK České Budějovice.
V oblasti rybníka a přilehlých podmáčených luk se nachází zvýšený výskyt chráněných druhů živočichů a to převážně ptáků, kteří zde mají rozsáhlé hnízdiště. Oblast se nachází poblíž další velké národní přírodní rezervace Řežabinec a Řežabinecké tůně, kde se nachází také velké hnízdiště. Je možné zde pozorovat druhy jako jsou čejka chocholatá (Vanellus vanellus), vodouš rudonohý (Tringa totanus) či bekasina otavní (Gallinago gallinago). Na území PP má hnízdiště i žluva hajní (Oriolus oriolus), která se řadí mezi kriticky ohrožené druhy.
Na březích rybníka roste chráněný bazanovec kytkokvětý (Lysimachia thyrsiflora). V rybníku byl ještě před několika lety nalezen velmi vzácný rdest trávolistý (Potamogeton gramineus) a rdest světlý (Potamogeton lucens).

## Galerie

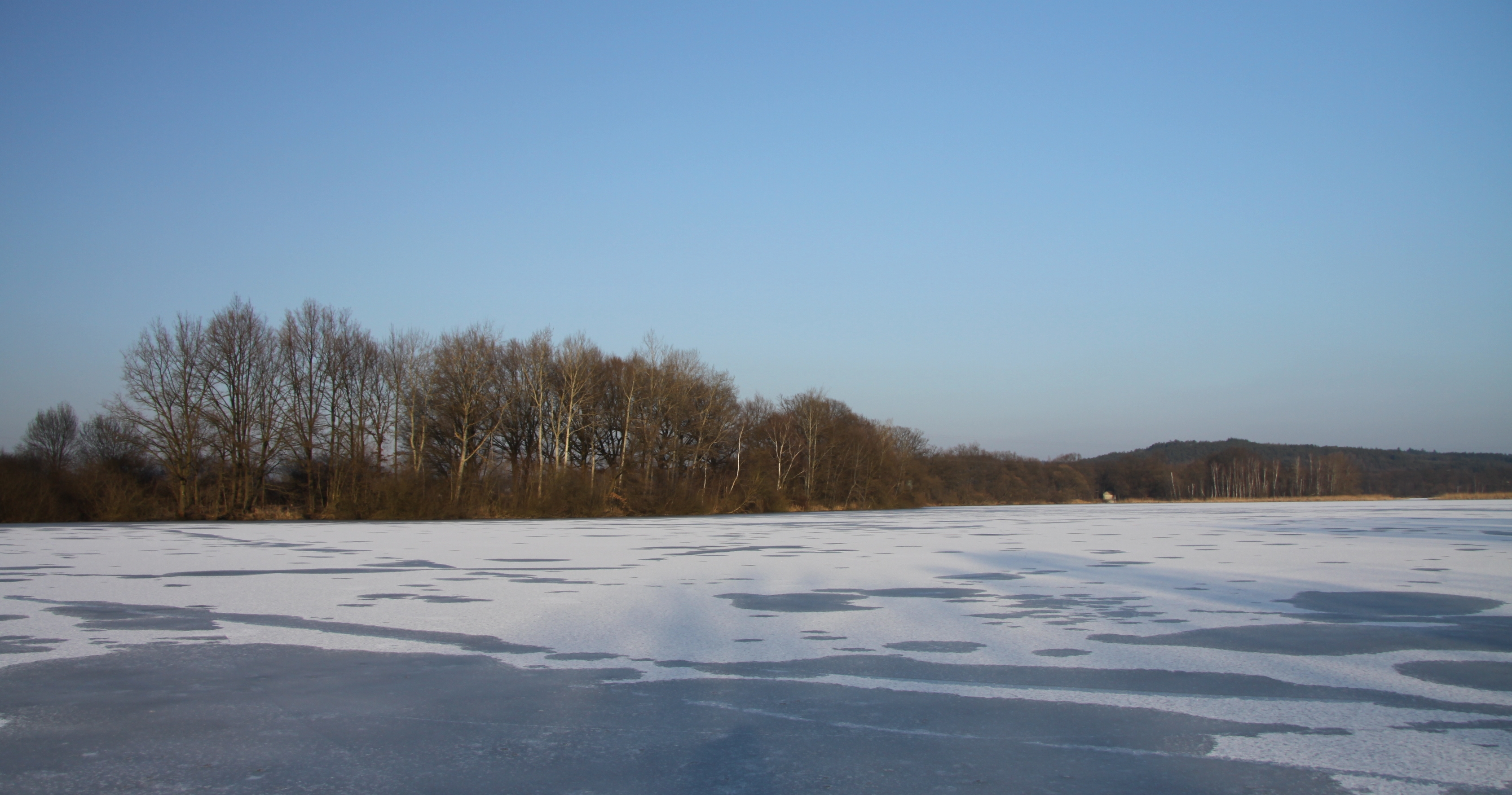
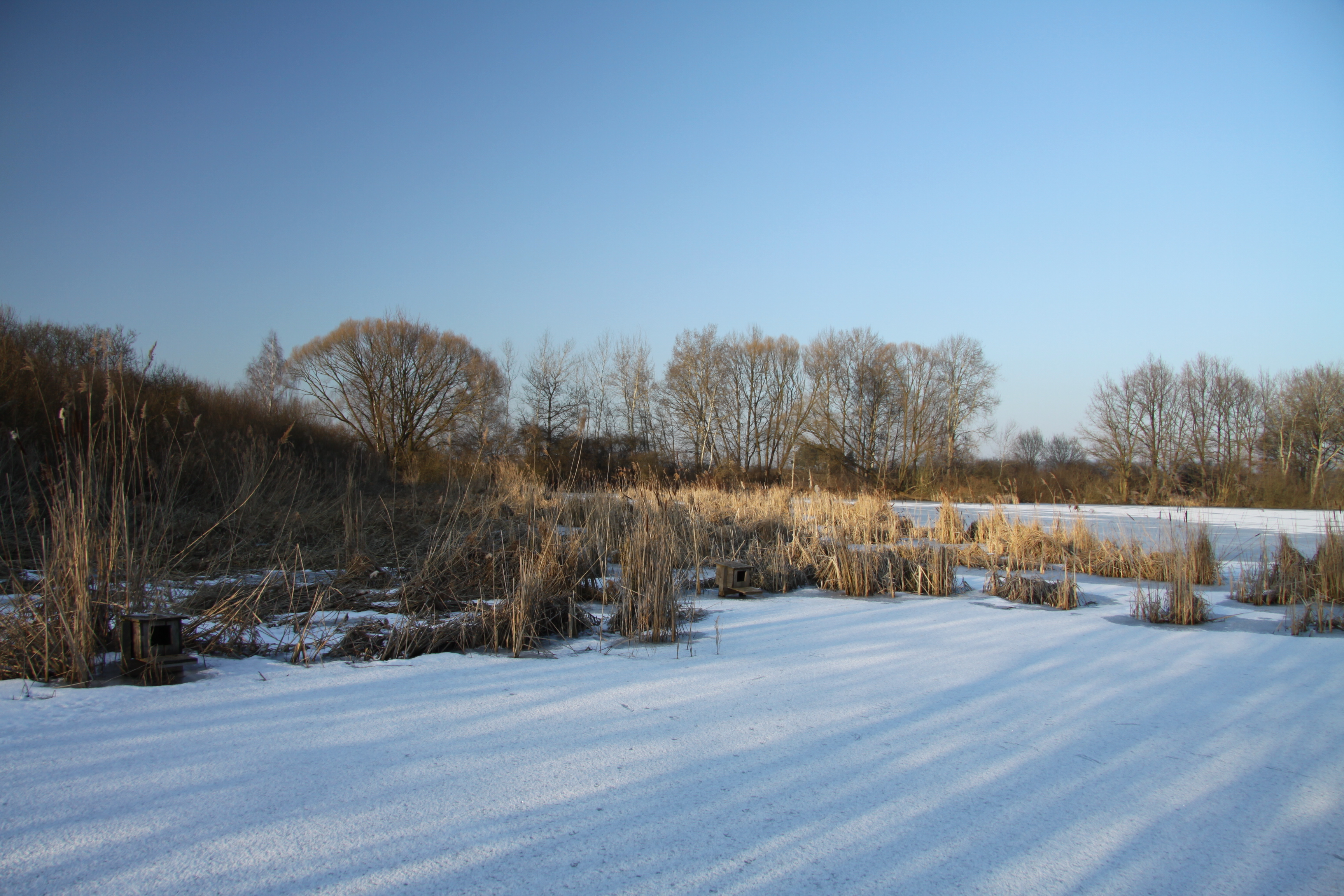
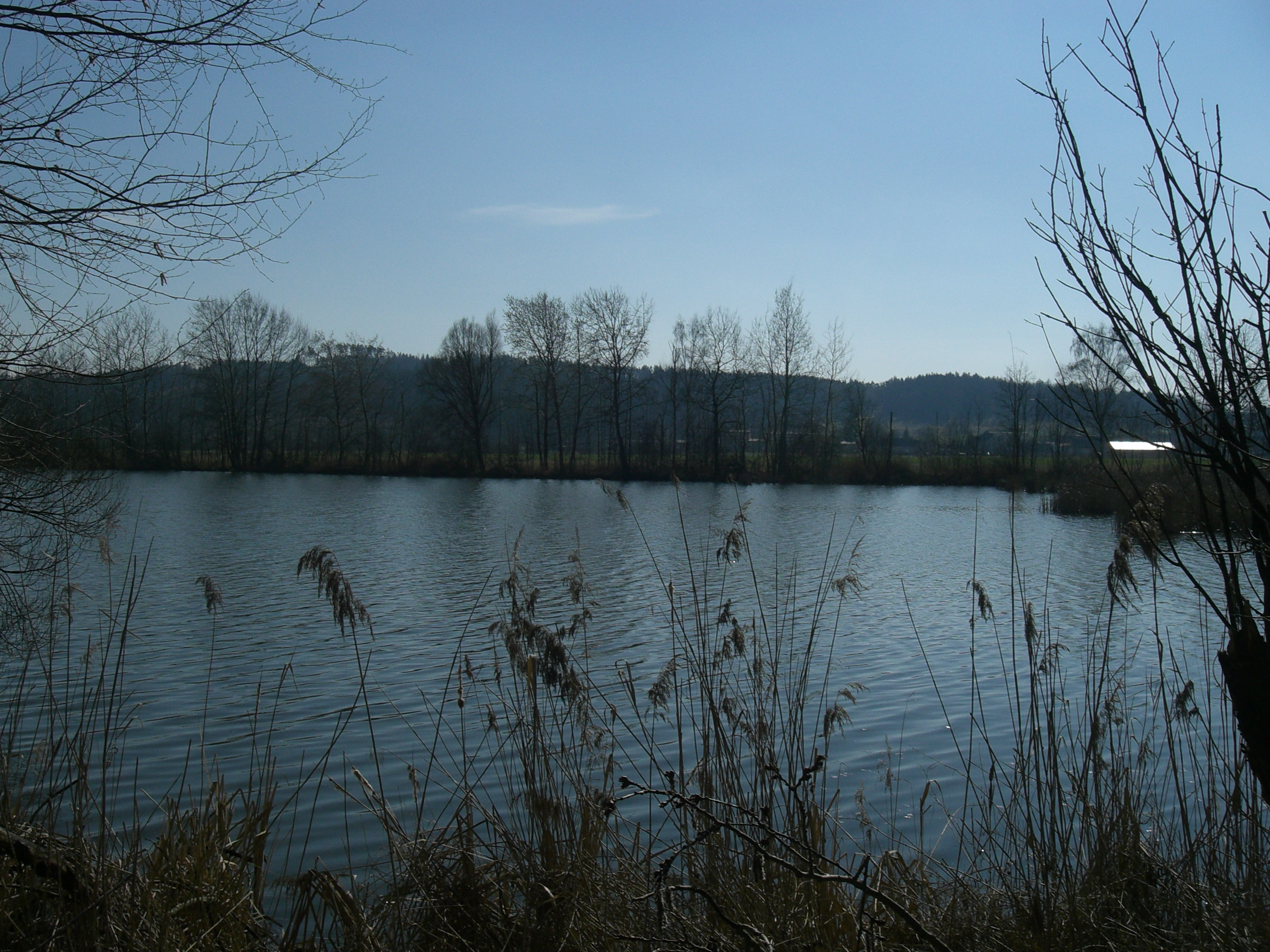
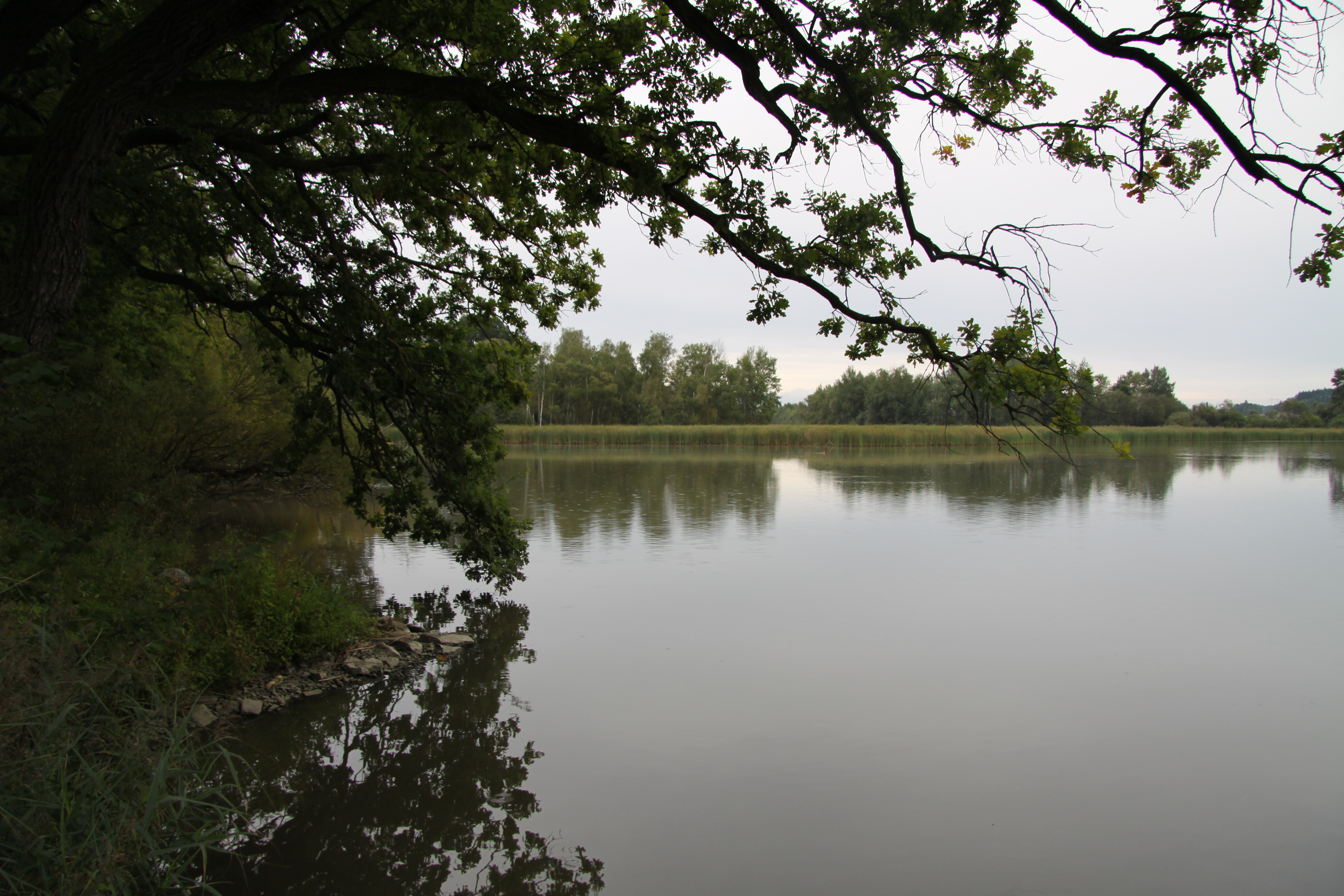

## Historie

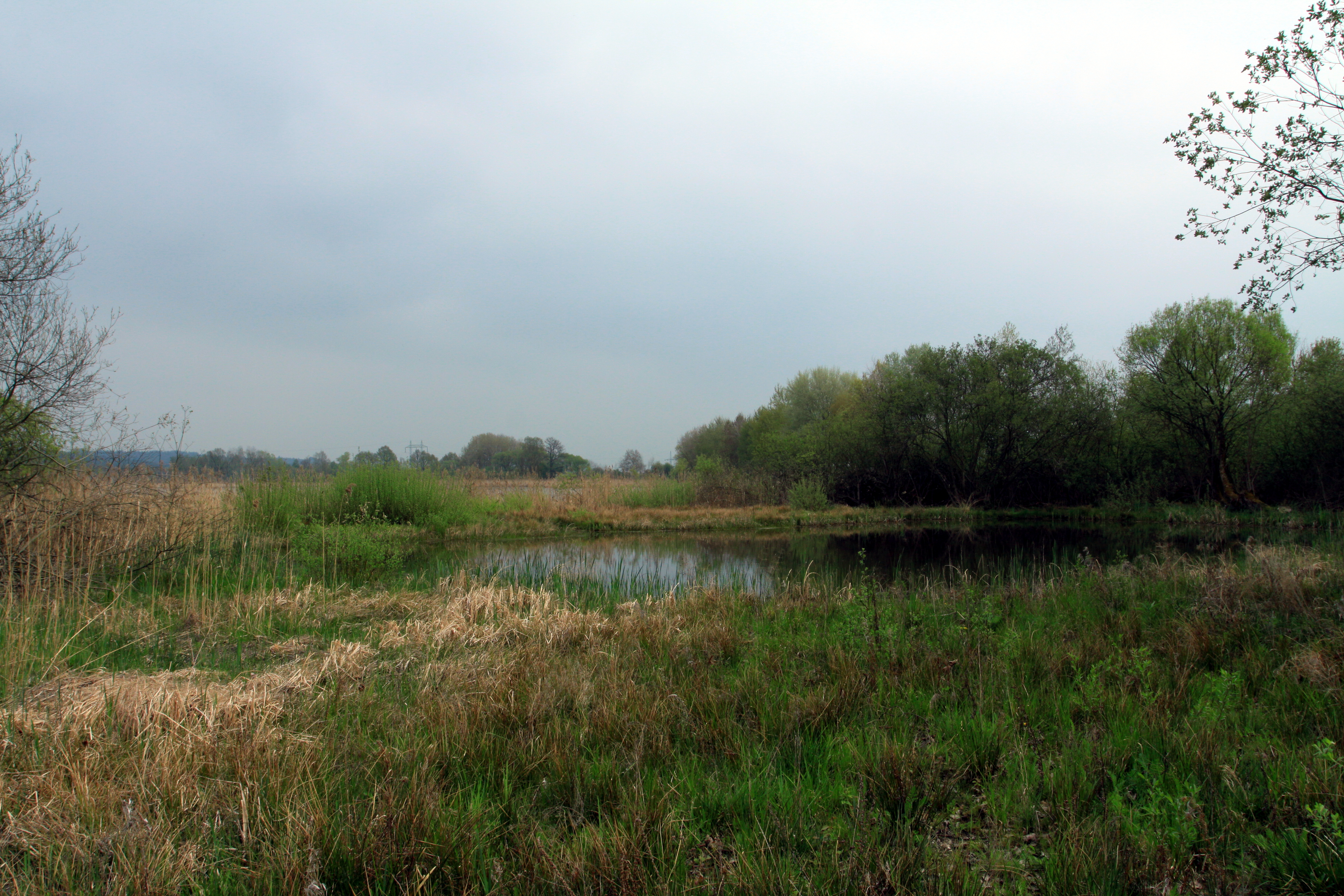
Pohled na jednu z nově vybudovaných tůní

Mezi lety 2011 a 2012 došlo na lokalitě k technické úpravě litorálního pásma přírodní památky, v rámci čehož bylo vybudováno 6 tůní a prořezání dřevinných porostů. Práce byly financovány Evropskou unií respektive Evropským fondem pro regionální rozvoj a Státním fondem životního prostředí ČR v rámci Operačního programu Životního prostředí. Celkové náklady byly vyčísleny na 1 534 456 Kč. Z této částky přispěl 85 % evropský fond, 5 %státní fond a 10 %město Písek.